# Kakadu Nationalpark
Kakadu Nationalpark er en nationalpark i Northern Territory i Australien, og ligger 200 kilometer øst for byen Darwin, beliggende i Alligator Rivers-regionen. Kakadu Nationalpark er siden 1992 optaget i sin helhed på UNESCOs verdensarvsliste, og omfatter i alt 19.804 kvadratkilometer, og strækker sig næsten 200 kilometer fra nord til syd og over 100 kilometer fra øst til vest. Nationalparken er til sammenligning på størrelse med Slovenien. Kakadus vådområder er beskyttet som Ramsarområder. I nationalparken ligger Ranger Uranminen, som er én af verdens mest produktive uranminer.